# Élections législatives arubaines de 2017
Les élections législatives arubaines de 2017 se déroulent le 22 septembre 2017 à Aruba. Elles ont pour résultat un parlement sans majorité, le Parti populaire arubais du Ministre-président Mike Eman perdant la majorité absolue des sièges. 
Evelyn Wever-Croes devient ministre-présidente à la tête d'une coalition tripartite entre le Mouvement électoral du peuple, Peuple fier et respecté, et Réseau électoral démocratique.

## Système politique et électoral
L'île d'Aruba est une île néerlandaise des caraïbes organisée sous la forme d'une monarchie parlementaire. L'île forme un État du Royaume des Pays-Bas à part entière depuis qu'elle s'est séparée des Antilles néerlandaises en 1986. Le roi Guillaume-Alexandre en est nominalement le chef de l'État et y est représenté par un gouverneur.
Le parlement est monocaméral. Son unique chambre, appelée États d'Aruba, est composée de 21 députés élus pour 4 ans selon un mode de scrutin proportionnel plurinominal dans une unique circonscription. Les États d'Aruba nomment le Ministre-président et les sept membres du Conseil des ministres qu'il dirige. Ce même Ministre-président propose au souverain un gouverneur d'Aruba, représentant de la couronne nommé pour six ans.

## Résultats
|                        |                                                                      |        |       |        |               |  |  |  |  |
| Partis                 | Partis                                                               | Voix   | %     | Sièges | +/-           |  |  |  |  |
|                        | Parti populaire arubais (AVP)                                        | 23 376 | 39,86 | 9      | 4             |  |  |  |  |
|                        | Mouvement électoral du peuple (MEP)                                  | 22 061 | 37,61 | 9      | 2             |  |  |  |  |
|                        | Peuple fier et respecté (POR)                                        | 5 531  | 9,43  | 2      | Nv            |  |  |  |  |
|                        | Réseau électoral démocratique (RED)                                  | 4 166  | 7,10  | 1      | 1             |  |  |  |  |
|                        | RAIZ                                                                 | 2 107  | 3,59  | 0      | Nv            |  |  |  |  |
|                        | Union patriotique progressiste / Parti patriotique arubain (UPP/PPA) | 656    | 1,12  | 0      | en stagnation |  |  |  |  |
|                        | Chrétiens unis renforçant le potentiel d'Aruba (CURPA)               | 468    | 0,80  | 0      | Nv            |  |  |  |  |
|                        | Mouvement Aruba souveraine (MAS)                                     | 287    | 0,49  | 0      | Nv            |  |  |  |  |
|                        |                                                                      |        |       |        |               |  |  |  |  |
| Suffrages exprimés     | Suffrages exprimés                                                   | 58 652 | 98,74 |        |               |  |  |  |  |
| Votes blancs et nuls   | Votes blancs et nuls                                                 | 751    | 1,26  |        |               |  |  |  |  |
| Total                  | Total                                                                | 59 403 | 100   | 21     | en stagnation |  |  |  |  |
| Abstention             | Abstention                                                           | 11 347 | 16,04 |        |               |  |  |  |  |
| Inscrits/Participation | Inscrits/Participation                                               | 70 750 | 83,96 |        |               |  |  |  |  |

## Analyse et conséquences
L'AVP au pouvoir accuse un net recul et perd la majorité absolue malgré sa première place. Aucun parti n'étant en mesure de gouverner seul, la formation d'une coalition apparaît nécessaire, ce qui n'était pas arrivé à Aruba depuis seize ans et la chute du gouvernement AVP-OLA en 2001. En conséquence, Mike Eman annonce son départ de son poste de chef de l'AVP. 
Evelyn Wever-Croes devient première ministre d'un gouvernement MEP-POR-RED le 17 novembre 2017, ce qui fait d'elle la première femme Ministre président d'Aruba depuis la création de ce poste avec l'autonomie de l'île en 1986.